# Kim Tae-eun
Đây là một tên người Triều Tiên, họ là Kim.
Kim Tae-eun (tiếng Hàn: 김태은; sinh ngày 21 tháng 9 năm 1989) là một cầu thủ bóng đá Hàn Quốc thi đấu ở vị trí hậu vệ cho Seoul E-Land.

## Sự nghiệp
Kim Tae-eun được lựa chọn bởi Incheon United ở đợt tuyển quân K League 2011.
Vào tháng 7 năm 2015, anh ký hợp đồng với Seoul E-Land sau 4 năm thi đấu ở Giải Quốc gia Hàn Quốc.